# Pycnothele singularis
Pycnothele singularis är en spindelart som först beskrevs av Cândido Firmino de Mello-Leitão 1934. 
Pycnothele singularis ingår i släktet Pycnothele och familjen Nemesiidae. Inga underarter finns listade i Catalogue of Life.